# 야생화된 고양이

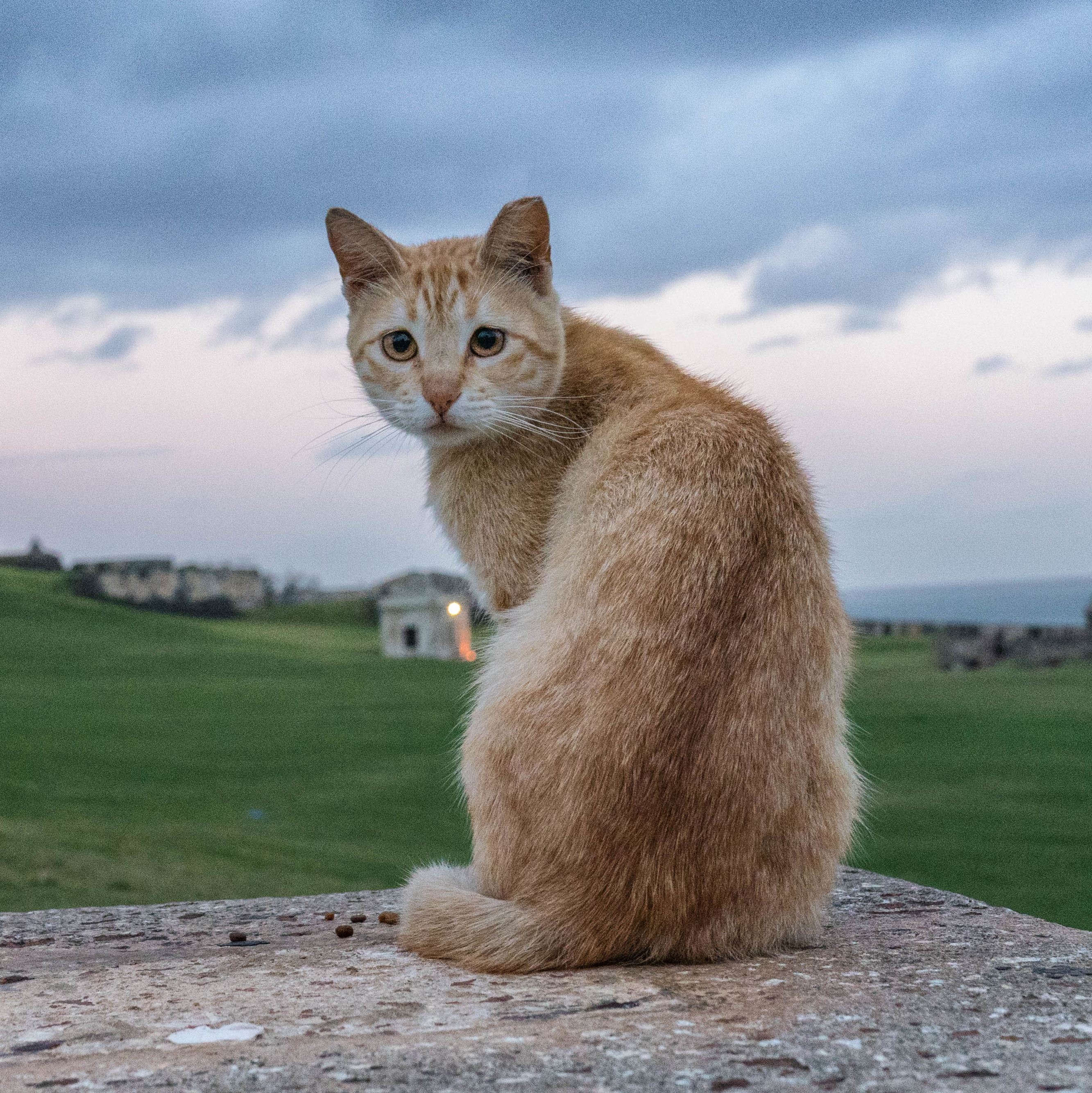
푸에르토리코에서 촬영된 한 배회고양이.

야생화된 고양이(영어: feral cat)는 주인 없는 집고양이(학명: Felis catus)가 야외에 살면서 야생화된 것이다.
한국에서는 도둑고양이나 도적고양이, 또는 길고양이라고 부른다.
야생화된 고양이들은 우월한 번식력과 환경적응력으로 인해 서식하는 지역 주변의 최상위 포식자로 군림한다. 야생화된 고양이들은 야생 소동물종에게 재앙과 같으며, 보전생물학자들은 고양이를 지구상 최악의 침입종으로 간주한다. 전세계적으로 야생화 고양이 개체수를 통제하려는 시도가 이루어지고 있다.

## 정의
나라마다, 유관 직업마다 다르다. 자유활보고양이(free-roaming cat), 길고양이(street cat, alley cat), 동네고양이(community cat) 등의 표현이 사용된다. 배회고양이(stray cat)라는 말도 있는데, 동물구조단체나 수의사, 연구자들은 대개 배회고양이와 야생화된 고양이를 구분한다.  그러나 배회고양이와 야생화된 고양이의 경계선은 흐릿하다. 일반적으로 주인 있는 집고양이가 가출하거나 유기되어 배회고양이가 되고, 배회고양이가 어느 정도 야생에서 살면서 야생에 적응하면 야생화된 것으로 본다.
야생화된 고양이가 자연환경에 존재하는 것을 정당화하고자 하는 운동가들은 “동네고양이”라는 말을 주로 밀고 있다. 고양이에게 비판적인 생태학자들은 이런 재명명은 야생화된 고양이가 환경문제라는 사실을 은폐하기 위한 완곡어법에 불과하며, 동네 주민 다수가 고양이의 존재를 승인한 것처럼 보이게 오도하기 위한 것이라고 말한다.

## 분포
야생화된 고양이는 육생육식동물로서, 북위 55도에서 남위 54.3도 사이에 있는 대륙 및 도서에 서식한다.

## 행동학 및 생태학
야생화된 고양이는 인간의 손길을 거부하고, 인간과 마주쳤을 때 가능하다면 뒷걸음질치거나 달아난다. 덫에 걸리면 하악질을 하고 으르렁거리며 이빨을 내보내고 공격한다. 일부 야생화된 고양이는 자신에게 주기적으로 먹이를 주는 인간 주변에서 좀더 편안함을 느끼는 것 같지만, 대개 인간으로부터 숨어서 먼저 다가오지 않는다.
야생화된 고양이들은 작은 행동권을 갖는다. 수컷이 암컷에 비해 2 - 3배 큰 행동권을 가지며, 그 면적은 평균 10 헥타르 정도다. 하지만 행동권 면적은 최대 300 헥타르, 최소 1 헥타르까지 변동할 수 있다. 행동권의 크기는 번식철인지 여부, 암컷이 존재하는지 여부, 거세되었는지 여부, 고양이의 나이, 그날의 시각, 먹이 접근성 등에 따라 변동한다.

## 건강

### 수명과 생존성
야생화된 고양이들은 사람의 도움 없이도 잘 산다. 불치의 상태라서 인도적 안락사가 필요한 경우가 아주 드물다. 미국의 한 연구에서는 전국의 서로 다른 위치들에서 잡아들인 100,000 마리 이상의 야생화된 고양이 및 배회고양이들을 중성화 후 방생하고 경과를 추적했는데, 건강 악화로 인한 안락사가 필요한 사례는 0.4%에 그쳤다. 연구에 참여한 고양이들의 수술 전 몸 상태는 “군살이 없을 뿐 수척하지 않았다.” 다만 연구에 사용된 고양이들 가운데 상당수는 수술하기 전부터 벼룩과 귀응애에 감염되어 있었다.
돌보아주는 인간이 생긴다면 야생화된 고양이는 아주 오래 살 수 있다. 영국에서 사람이 관리하는 야생화된 고양이 군집에서 많은 고양이들이 노령으로 인한 자연사로 죽는다.:522
중성화 후 방생한 고양이에 대한 사후연구 결과, 연구된 고양이 가운데 83%가 6년 이상 살았다. 그 중에 절반 이상이 첫 발견 당시 이미 연령 미상의 성묘였기 때문에 6년도 실제보다 적게 잡은 것이다. 이것을 고양이 수명이 평균 7.1년이라는 1984년 연구와 비교해 볼 수 있다.

### 질병
야생화된 고양이는 광견병, 바르토넬라증, 톡소포자충증, 범백혈구감소증, 각종 기생충, 고양이 에이즈, 고양이 백혈병, 리케차병, 링웜, 기타 고양이과 폐질환에 감염될 수 있으며, 이것은 집고양이도 마찬가지다. 즉 야생화된 고양이로부터 사람을 거치거나 또는 직접 접촉해서 집고양이가 병이 옮을 수 있다.
미국 질병통제예방센터는 야생화된 고양이과 관련된 광견병 위험성을 경고했다. 미국의 광견병 감염자 가운데 16%가 고양이에게 옮은 것이었다. 1970년대 미국 정부가 노력해서 개광견병을 잡은 이후, 고양이가 광견병의 주요한 감염경로가 되었다. 고양이 군집 관리자들에게 광견병 백신을 나눠주고 고양이에게 접종하라고 시키지만, 1년에 한 번씩 계속 맞아야 하기 때문에 효과가 크지 않다. 뿐만 아니라 문서화도 제대로 될 수 없기 때문에, 어떤 고양이가 지난 1년 안에 광견병 예방접종을 맞았는지 알 수가 없다. 그래서 야생화된 고양이에게 물린 사람은 고양이의 백신 접종 여부가 어쨌든 간에 노출후 예방요법을 받아야 한다.
캐나다 프린스에드워드섬에서 야생화된 고양이를 대상으로 연구를 수행한 수의학자들은 장내 기생충의 “인수공통감염의 유의미한 위험”이 있다고 말했다. 그들은 고양이에 기생하는 톡소포자충이 굉장히 위험하다는 증거는 제공하지 못했지만, 그럼에도 불구하고 인간이 감염되면 유의미한 건강 문제가 생길 수 있으며, 고양이가 스트레스를 받으면 기생충을 내보낼 수도 있다고 경고했다.

## 개체수 조절
많은 나라에서 야생화된 고양이의 개체수를 줄이려고 노력하고 있다. 그 이유는 첫째로 고양이를 감염병 매개체로 보고 방역 차원에서 수행하는 것이고, 둘째는 고양이의 토종 야생동물 포살을 막는 동물보전 차원이며, 셋째는 고양이들의 복지를 위해서다. 고양이 개체수 통제 시도는 통방이로 잡은 뒤에 안락사하거나 중성화 후 방생(TNR)하는 식으로 이루어진다.

## 환경문제

### 소동물 포살

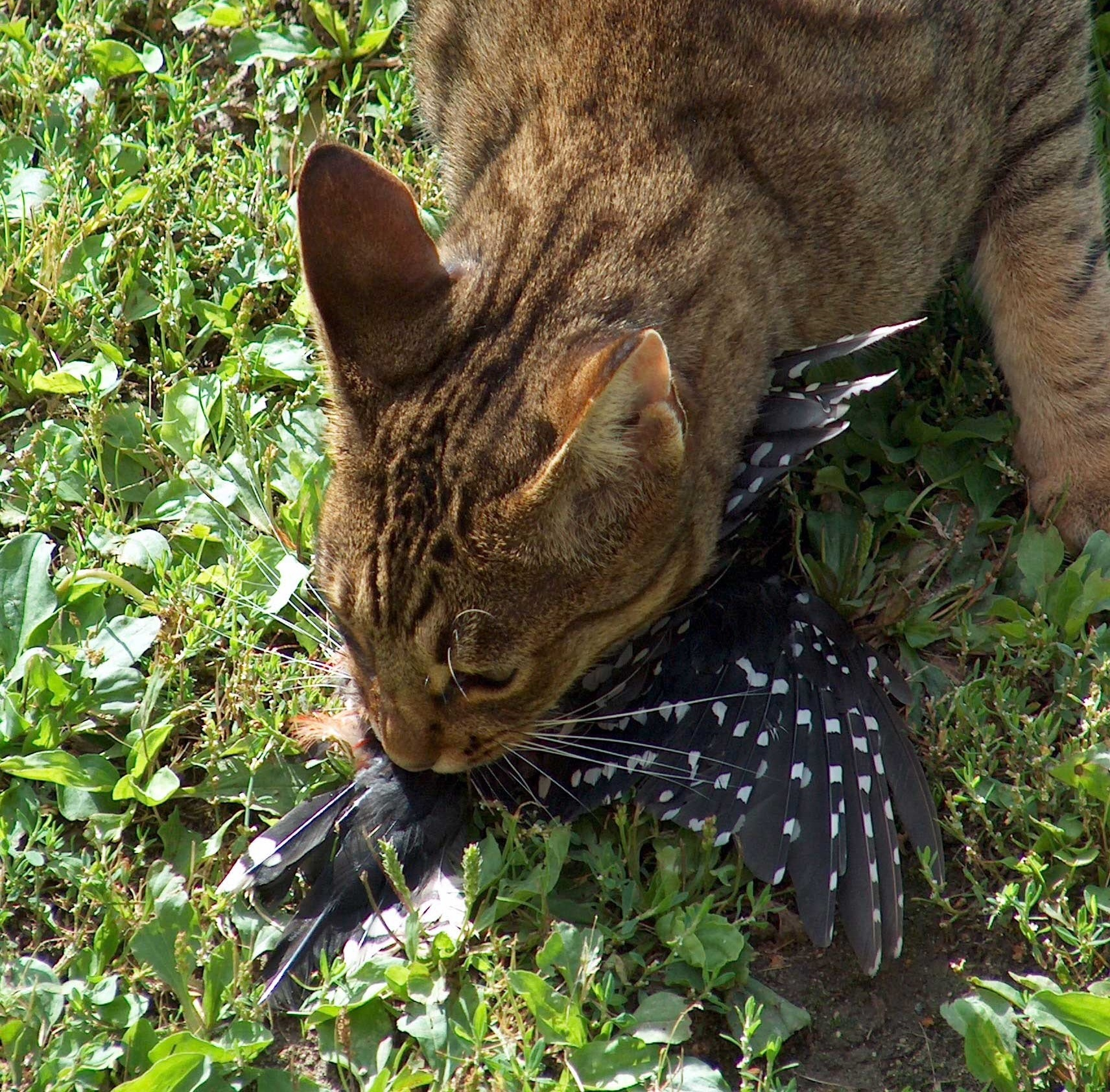
딱따구리를 잡은 고양이.

야생화된 고양이는 미국에서만 매년 조류 10 - 40억 마리, 포유류 60 - 220억 마리를 포살한다. 호주에서는 야생화된 고양이에게 매일 평균 100만 마리의 파충류, 8억 마리의 포유류가 죽는다. 그 중 56%가 토종이다.
주인이 배불리 잘 먹인 집고양이도 집 밖에 풀려나면 소동물을 사냥하고 잡아먹을 수 있다. 야생화된 고양이 뿐 아니라 이렇게 주인 있는 고양이를 풀어 키우는 것 역시 도시 지역 조류 개체수 감소에 기여할 가능성은 있지만, 얼마나 유의미한지는 아직 논쟁적이다. 야생화된 고양이는 토종을 멸종으로 몰고갈 수 있다.  고양이 개체수를 통제하거나 박멸하면 그 일대의 토종 동물의 개체수가 빠르게 회복되는 경향이 있다.
뉴질랜드의 카카포 같은 종들은 외딴 섬에 살다 보니 생태가 소박하다. 즉 고양이와 같은 포식자에 대한 방어수단이 전무하다. 그래서 이런 낙도 지역에서는 야생화된 고양이가 많은 토종의 멸종 및 멸종위기에 중요한 역할을 수행했다. 하와이에서는 고양이들이 외떨어진 산간지대까지 올라가서 네웰슴새, 하와이페트럴 등 바닷새들의 둥지를 휘젓는다.
농촌 지역에서는 고양이가 쥐를 잡을 것이라는 전통적 믿음으로 고양이를 처음부터 풀어 기르곤 한다. 하지만 쥐의 생태적 피난처가 될 수 있는 키큰 화본식물밭 같은 요소를 배제하지 않으면 효과는 미미하다. 농촌의 주요 생계수단인 곡물이 화본식물의 열매임을 고려하면 사실상 불가능하다는 뜻이다. 고양이는 쥐의 개체수 폭증을 억누르는 역할은 할 수 있으나, 기존에 있던 쥐 개체군을 없앨 수는 없다. 고양이와 쥐가 함께 생태계를 교란하던 현장에서 고양이만 사라지면 쥐가 창궐하는 경우도 있다(예: 크리스마스섬).

### 진짜 야생 고양이의 유전자풀 오염

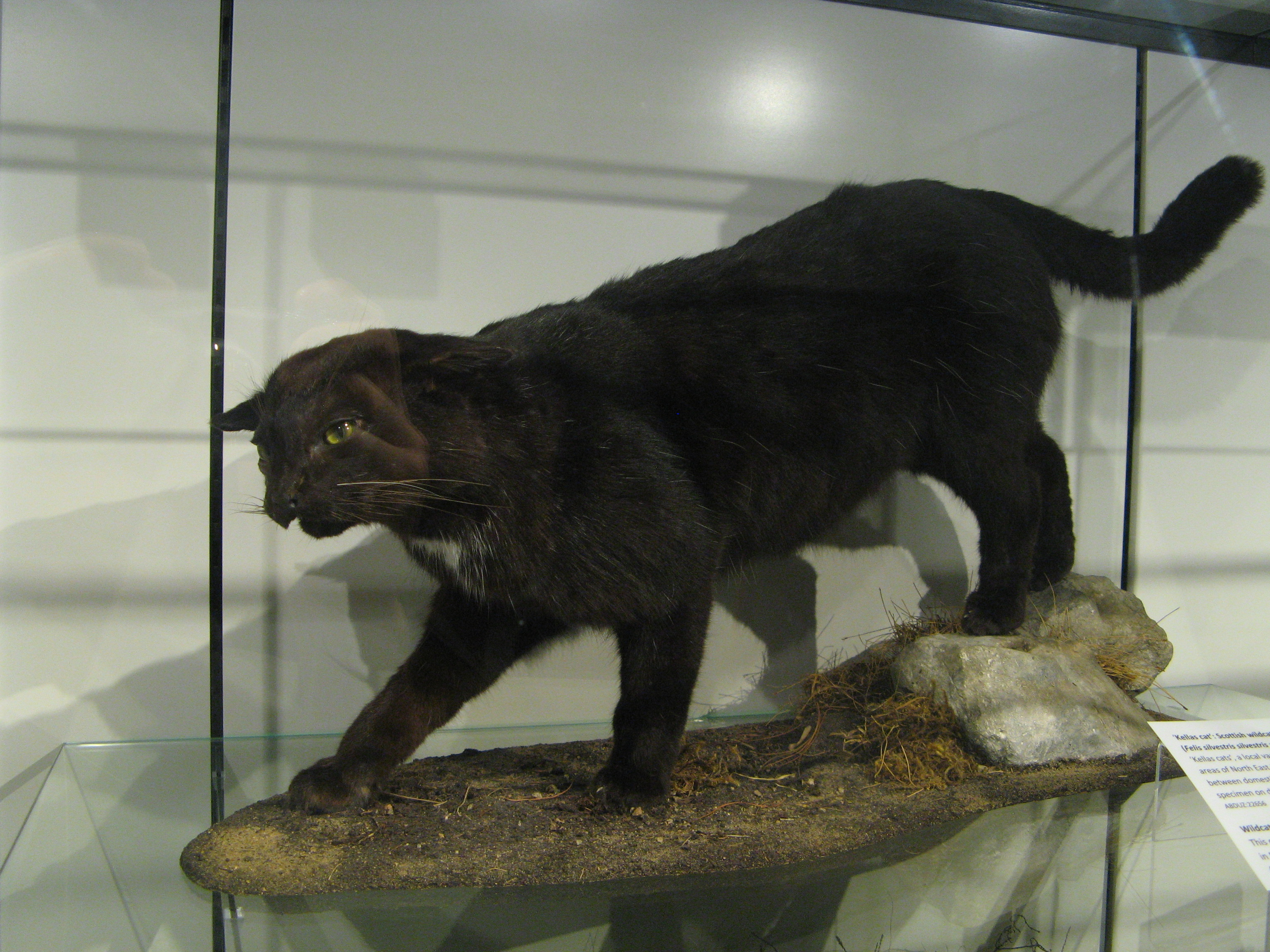
켈라스 고양이. 집고양이와 스코틀랜드 들고양이의 잡종.

가축이 된 고양이의 원종은 아프리카들고양이였다. 세계 곳곳에서 야생화된 집고양이들과 그들의 원종이자 진짜 야생 고양이인 들고양이의 접촉이 이루어지고 있다.
스코틀랜드들고양이는 이미 순혈종이 없어진 것으로 생각된다. 잡종 발생률이 높아지면 들고양이를 야생화된 고양이 및 집고양이와 구분하기가 힘들어지며, 야생동물인 들고양이를 보존하는 데 어려움을 끼친다.
그 밖에도 이탈리아, 헝가리, 에스파냐, 포르투갈의 유럽들고양이들에게서 유의미한 이입교잡이 일어났다.

## 같이 보기
- 떠돌이 개